# トラフ建築設計事務所
トラフ建築設計事務所（とらふけんちくせっけいじむしょ、2004 - ）は、日本のアトリエ系建築設計事務所。鈴野浩一と禿真哉で共同主宰。日経アーキテクチュア「商空間アワード2007」他多数受賞。

## 概要
- 2004年、共同設立。建築のみならず、インテリアデザイン、展覧会の会場構成からプロダクトまで幅広い活動をしている。

## メンバー略歴
- 鈴野 浩一（すずの こういち）
  - 1973年： 神奈川県生まれ。
  - 1996年： 東京理科大学工学部建築学科卒業。（23歳）
  - 1998年： 横浜国立大学大学院修士課程修了。（25歳）
  - 1998-2001年： シーラカンスK&H勤務。
  - 2001-2002年： メルボルンNMBW Architecture Studio協働。
  - 2002-2003年： メルボルンKerstin Thompson Architects勤務。
  - 2004年： トラフ建築設計事務所共同主宰。（31歳）
  - 現在： 昭和女子大学、共立女子大学、武蔵野美術大学非常勤講師。

- 禿 真哉（かむろ しんや）
  - 1974年： 島根県生まれ。
  - 1997年： 明治大学理工学部建築学科卒業。（23歳）
  - 1999年： 同大学大学院修士課程修了。（25歳）
  - 2000-2003年： 青木淳建築計画事務所勤務。
  - 2004年： トラフ建築設計事務所共同主宰。（30歳）
  - 現在： 昭和女子大学非常勤講師。

## 受賞歴
- 2005年： アジアデザインアワード アジアデザイン大賞 - テンプレート イン クラスカ
- 2005年： JCDデザイン賞2005 優秀賞 - テーブル オン ザ ルーフ，回転体
- 2006年： JCDデザインアワード2006
- 2007年： JCDデザインアワード2007 金賞 - ブーリアン 東京大学医学部教育研究棟 鉄門カフェ
- 2007年： JCDデザインアワード2007 銀賞- NIKE 1LOVE
- 2007年： 商空間アワード2007 グランプリ - ブーリアン 東京大学医学部教育研究棟 鉄門カフェ
- 2008年： ベストデビュタント賞2008
- 2009年： グッドデザイン賞 - Y150 NISSAN パビリオン
- 2012年： レッド・ドット・デザイン賞 - reddot design award： best of the best 2012 - 空気の器

## 主な作品
- 2004年： テンプレート・イン・クラスカ（ホテル「クラスカ」客室）
- 2004年： テーブル・オン・ザ・ルーフ（ホテル「クラスカ」屋上）
- 2004年： 回転体（ショールーム）
- 2005年： UDS上海オフィス（オフィス）
- 2007年： NIKE 1LOVE（物販店）
- 2007年： ブーリアン（飲食店）
- 2008年： 港北の住宅（個人住宅）
- 2008年： チェルフィッチュ "フリータイム"（舞台美術）：
- 2009年： Y150 NISSANパビリオン（展示会場構成）
- 2010年： 空気の器（プロダクト）かみの工作所

## 講演
- 2010年： ハウスレクチャ（阿部仁史アトリエ）、2010年11月24日

## その他
- 学生時代から建築デザイン分野で受賞歴がある。
- 大学時代、鈴野は建築家の菊池宏と同期である。
- 大学時代、禿は建築家の中村拓志と同期である。